# Найма Сальбом
Найма Сальбом (швед. Naima Sahlbom; 15 травня 1871, Стокгольм — 29 березня 1957, Стокгольм) — шведська вчена, хімік, мінералог і учасниця руху за мир.

## Життєпис
Найма Сальбом народилася 15 травня 1871 року в Стокгольмі, у родині інженера-будівельника Густава Вальфріда Сальбома і його дружини Шарлоти Бернардини, уродженої Галлін. У сім'ї було п'ятеро дітей.
Найма рано проявила інтерес до науки. Закінчивши Валлінську школу в Стокгольмі, вона вступила в Стокгольмський коледж, де її помітили завдяки здібностям в галузі хімічного аналізу. Особливо її цікавили глини й мінерали. 1894 року Сальбом стала членом Геологічного товариства в Стокгольмі і того ж року почала вчитися в Уппсальському університеті, який закінчила 1896 року.
Деякий час Сальбом працювала в хіміко-технічному бюро (Kemisk-tekniska byrån) в Стокгольмі; потім у Гельсінкі. 1897 року опубліковано першу статтю про хімічний аналіз порід острова Альне; 1900 року — другу, разом з геологом з Уппсальського університету Йоганом Андерссоном, про вміст фторидів у фосфоритах Швеції. Однак знайти постійну роботу в Швеції було складно. Деякий час Сальбом працювала в Шведському музеї природознавства в Стокгольмі і завдяки цьому отримала можливість поїхати на навчання до Німеччини, в Аахен, де, крім хімічного аналізу, вивчала фотографічні методи реєстрації радіоактивного випромінювання. Потім Сальбом вивчала хімію й мінералогію в Базелі і 1910 року здобула докторський ступінь в університеті Невшателя, захистивши дисертацію з теми «Капілярний аналіз колоїдних розчинів» (швед. Kapillaranalyse kolloider Lösungen).
Повернувшись до Стокгольма, Сальбом продовжила розробляти методи радіоактивного аналізу, який став однією з її основних спеціалізацій. 1914 року вона відкрила в Стокгольмі власну лабораторію, де займалася дослідженням мінеральних вод, гірських порід і руд, а також виконувала аналізи за запитом хіміків, мінералогів, петрографів і державних організацій. 1907 і 1916 року вона опублікувала результати своїх досліджень про взаємозв'язок радіоактивності природних джерел і характеру порід у місці їх розташування.
Крім досягнень в галузі хімії, Сальбом була відома як борчиня за мир. Протягом двадцяти п'яти років вона була активною членом шведської секції Міжнародної жіночої ліги за мир і свободу (МЖЛМС), а 1935 року стала її почесною президентом.
У квітні 1924 року Сальбом і Гертруда Вокер взяли участь у конференції Американського хімічного товариства у Вашингтоні. Під час випробувань хімічної зброї на арсеналі вони досліджували важкість наукової війни. Через зміну вітру Сальбом, Вокер та ще кілька вчених зазнали дії сльозогінного газу. У листопаді 1924 року у Вашингтоні зібрався Четвертий міжнародний конгрес МЖЛМС. На засіданні Естер Акессон-Бесков, Сальбом і Вокер оголосили про створення Комітету проти наукової війни, головою якого стала Сальбом.
1946 року її громадську діяльність відзначено медаллю Illis quorum.
Найма Сальбом померла в Стокгольмі 1957 року.